# St. Maria Magdalena (Kemnath)

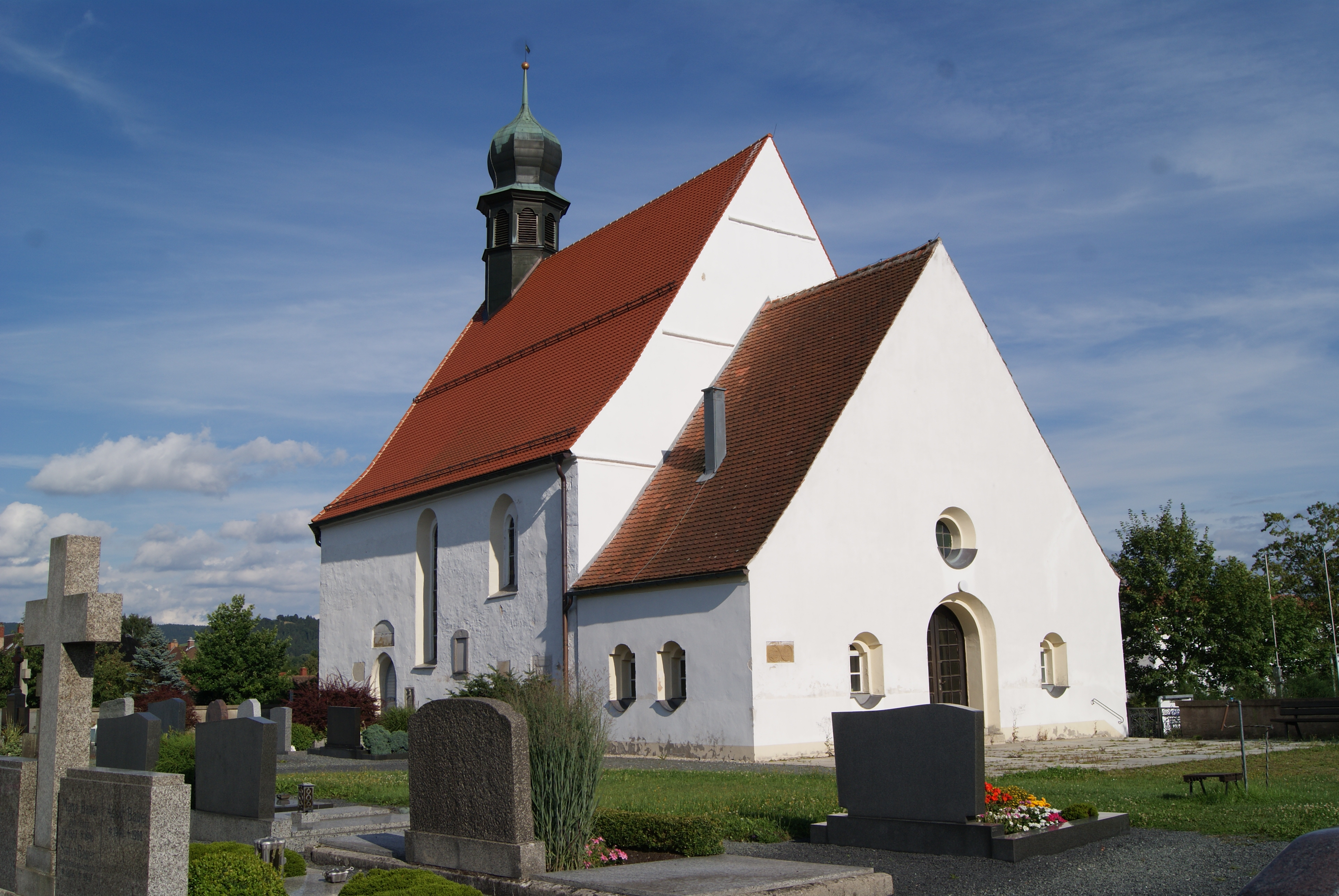
Friedhofskirche Sankt Magdalena in Kemnath

Die denkmalgeschützte römisch-katholische Friedhofskirche St. Maria Magdalena befindet sich in der Bayreuther Straße 20 von Kemnath im bayerischen Landkreis Tirschenreuth.

## Geschichte
1558 wurde nach der Einführung der lutherischen Lehre der Bürgerfriedhof neben der Pfarrkirche an den Westrand von Kemnath verlegt. In den letzten Jahren des Kalvinismus entstand hier zwischen 1604 und 1606 die Friedhofskirche. Wie Inschriften auf der Südseite der Kirche deutlich machen, waren die Erbauer Gabriel Vischer und Sewolt Seitzen. Gabriel (F)Vischer ist 1609 als Bürgermeister von Kemnath bezeugt, Sebald Seitz war Maurermeister zu Kemnath. Im Zuge der Gegenreformation übernahmen die Katholiken 1626 die Magdalenenkapelle.

## Baulichkeit
Die Kirche ist eine nachgotische Saalkirche. Der verputzte Massivbau besitzt ein Satteldach und einen unregelmäßigen, dreiseitigen Chorschluss. Auf der östlichen Seite befindet sich ein kleiner Zwiebeldachreiter, die Kirche ist mit Rundbogenfenstern und Maßwerk ausgestattet. Die  westlich angebaute Leichenhalle ist jüngeren Datums. Der Turmreiter wurde 1976 neu mit Kupfer eingedeckt, damals wurde auch die Kirchenfassade renoviert. Bei der Renovierung 2013/14 wurden die Außenmauern trockengelegt sowie der Dachstuhl und die Holzfelderdecke saniert.

## Innenausstattung
In der kalvinistischen Zeit war die Kirche nur dürftig ausgestaltet. Aus dieser Zeit stammen die mit Beschlägornamenten bemalte Kassettendecke und ebenfalls die Holzempore. Unterhalb der Empore ist eine Ölbergdarstellung mit Jesus, den drei schlafenden Aposteln Petrus, Jakobus und Johannes sowie einem Engel mit Kelch angebracht.
Der barocke Altar stammt aus der Zeit um 1750 und soll aus der säkularisierten Grabenkapelle stammen. Eine holzgeschnitzte Pietà stammt ebenfalls aus der aufgelassenen Grabenkapelle. Ein  spätgotisches großes Kreuz über dem nördlichen Eingang ist älter als die Kirche und stammt aus dem 16. Jahrhundert. Links vom Nordportal befindet sich ein Weihwasserkessel aus Sandstein. Er zeigt drei Totenköpfe, durch deren Augenhöhlen sich eine Schlange windet. Weitere Holzfiguren zeigen Darstellungen des heiligen Josef, des  Erzengels Michael, des Johannes Nepomuk und des Primian, das Kirchlein ist auch mit Bildern der Muttergottes von 1754 und des heiligen Wendelin ausgestattet.
Die Kirchenstühle wurden 1802 von dem aufgelösten Franziskanerkloster angekauft. Im Kircheninneren befinden sich zahlreiche Epitaphien von hier bestatteten Priestern, Edelleuten und kurfürstlichen Kastnern.

## Glockenwerk
Die Glocken wurden sowohl im Ersten wie auch im Zweiten Weltkrieg abgenommen. Die die zwei 206 kg und 180 kg schweren Glocken, die unter Pfarrer Pellenwessel 1928 gekauft worden waren, wurden am 29. April 1942 abgenommen. Dem späteren Pfarrer Georg Pilz gelang es, wieder zwei neue Glocken zu erwerben. Die kleinere Glocke mit 51 kg wurde von Johann Hahn aus Landshut gegossen und besitzt die Inschrift Heiliges Jahr 1950. Die größere Glocke (vom gleichen Glockengießer) wiegt etwa 70 kg. Sie wurde von Andreas Niklas aus Stadt Kemnath 1951 gestiftet und zeigt ein Andreasbild. Seit 1971 wurde ein elektrisches Geläute eingebaut.